# Илия Биров
Илия Иванов Биров е български подофицер и революционер, деец на Вътрешната македоно-одринска революционна организация.

## Биография
Илия Биров е роден през 1885 година в Кара Мусала, тогава в Източна Румелия. Достига подофицерски чин от Българската армия. Присъединява се към ВМОРО и към 1906 година е член на околийския комитет на ВМОРО в Горна Джумая. През 1907 година навлиза в Македония като четник на Иван Наумов Алябака.